# فرش ماشینی

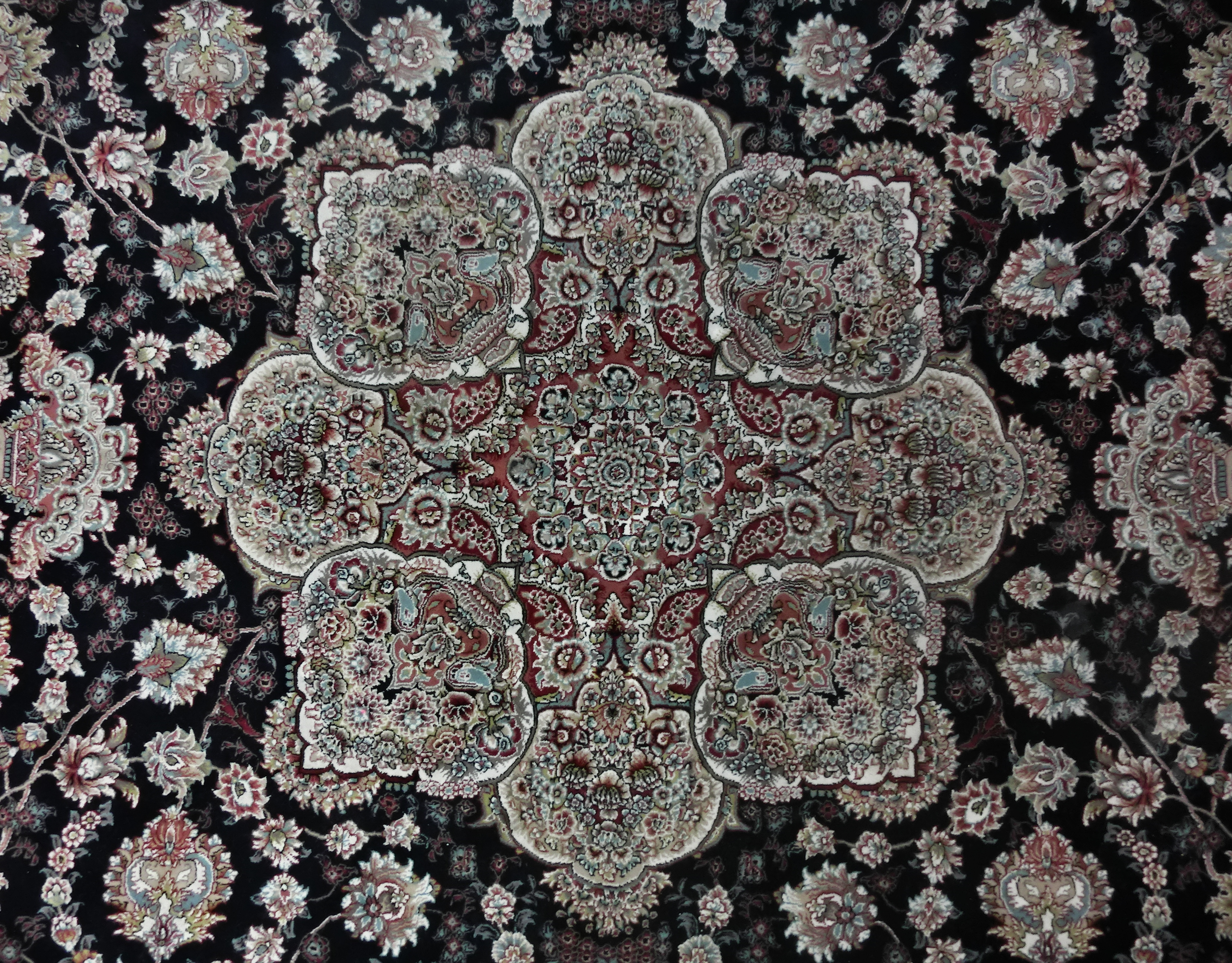
ترنج یک فرش ماشینی

فرش ماشینی گونه‌ای مصنوعی از قالی است که برخلاف قالی دستبافت توسط ماشین‌آلات صنعتی بافته می‌شود. به دلیل سرعت تولید و همچنین ارزان بودن مواد اولیه نسبت به قالی دستبافت قیمت ارزانتری دارد و از مزایای آن ساده‌تر بودن اجرای آن، بهتر بودن نقش و باکیفیت‌تر انواع تصاویر هنری و شخصی روی آن است. فرش‌ماشینی ۱۰ درصد صادرات غیرنفتی ایران را در اختیار دارد.

## پیشینه
پیشینهٔ تلاش برای تولید فرش در ایران، به هزارهٔ دوم پیش از میلاد می‌رسد. فرش پازیریک کهن‌ترین فرش جهان، اثری ایرانی است. آثار گران‌بها و زیبایی که از بخش‌های مختلف ایران به دست آمده، گواه آن اند که منسوجات ارزشمند و بحث‌برانگیزی در این دوران وجود داشته‌اند، از جمله تابوت سفالی دوران دالما، کردستان، همچنین آیینهٔ مسیِ زنگ‌زدهٔ نوعِ ایلامی در تپه سیلک و سایر مناطق.
بعد از گذشت هزاره‌های متمادی، تقریباً در هزارهٔ دوم پیش از میلاد، انسان توانست چگونگیِ به‌هم‌ریسیدنِ نخ‌ها و ساختنِ طناب را کشف کند. این اکتشاف مانند تمام اکتشاف‌های تاریخ فواید بسیار سودمندی برای هنر و صنعتِ آن دوران داشت. از جمله آن که از رشته‌های درهم‌تنیدهٔ طناب مانندی برای زیباییِ ریشه‌های فرش استفاده می‌کردند. آثار به‌دست‌آمده از مناطقی مانند گورهای مارلیک، قلعهٔ کوتی در دیلمان، و همچنین حسنلو نزدیک ارومیه شاهدهایی بر این ادعا هستند.
تاریخچه پیدایش فرش ماشینی در ایران نشان می‌دهد که این محصول در ایران عمری تقریباً ۴۰ ساله دارد. در ابتدای دهه ۵۰ اولین فرش ماشینی تولید داخل در کارخانجات مخمل و ابریشم کاشان توسط ماشین‌های مخمل بافی ژاکارد و با الیاف مصنوعی براق و پرز نسبتاً کوتاه و وزن سبک، بافته و روانه بازار گردید. همزمان با آن عده‌ای از تجار، فرش‌هایی با همین مشخصات و تا حدی مرغوب‌تر از کشور بلژیک وارد بازار ایران نمودند و سلیقه ایرانی را با پدیده فرش ماشینی آشنا کردند.
با مشاهده استقبال نسبتاً مطلوبی که مردم از فرش ماشینی به عمل آوردند صاحبان گروه صنعتی بهشهر که از کارخانه‌داران و سرمایه‌گذاران خوشنام کشور بودند، اقدام به تأسیس شرکت بزرگی به نام شرکت صنایع کاشان نمودند که فعالیت آن در زمینه تولیدات مواد مرتبط با فرش و همچنین خود فرش ماشینی بود و اولین محصول آن در سال ۱۳۵۳ به بازار عرضه شد. این محصول با نمونه‌های قبلی کاملاً متفاوت و شباهت‌های زیادی به فرش دستباف داشت که به خصوص نوع پشمی آن فوق‌العاده مورد اقبال عمومی قرار گرفت. متعاقب آن شرکت‌های دیگری از جمله شرکت شهباف که بعدها به فرش گیلان تغییر نام داد و همچنین شرکت‌های فرش پارس و مولن روژ (نقش ایران) و فرش اکباتان تأسیس و به رقابت پرداختند.
این امر تا اواخر سال ۵۷ به‌طور معمول ادامه داشت و شرکت‌های بزرگ تولیدکننده فرش با هم در حال رقابت بودند. پس از مصادره اموال و کارخانجات تعدادی از سرمایه‌داران ایرانی در سال ۵۸ از جمله شرکتهای ملی (مصادره شده)، کارخانجات فرش ماشینی موجود نیز چون صدها واحد تولیدی دیگر زیر پوشش مدیریتی سازمان‌های دولتی مثل سازمان صنایع ملی ایران، بنیاد مستضعفان و جانبازان و … درآمد و مدیران دولتی اکثراً کم تجربه و بیگانه با مسائل صنعت، به مدیریت این کارخانجات بزرگ و با ارزش منصوب شدند و از آن پس منحنی حیات این کارخانجات به سراشیبی افتاده و رو به افول نمود.
در سال ۵۷ تعدادی از متخصصان صنعت نساجی و دست‌اندرکاران صنعت فرش ماشینی و همچنین پاره‌ای از کارخانه‌داران که تا آن زمان در رشته‌های دیگر نساجی فعال بودند به فکر ایجاد واحدهای جدید فرش ماشینی افتادند و کارخانجاتی از قبیل قالی سلیمان، فرش مشهد، فرش شیراز (دناژ)، فرش مازندران، فرش باستان و ستاره کویر و تعدادی دیگر در گوشه و کنار کشور و با ماشین‌های مربوط به آن زمان مثل وندویل ALD۶۱ و AL۱ و TEXTIMA شروع به کار نمودند و از همین‌جا سیر تحول فرش ماشینی در بخش خصوصی و توقف یکی پس از دیگری کارخانجات بزرگ موجود تحت پوشش دستگاه‌های دولتی آغاز شد. با انتقال تدریجی متخصصان شاغل در کارخانه‌های بزرگ به کارخانه‌های نوپا رقابت جدیدی در زمینه تولید فرش ماشینی در میان واحدهای بخش خصوصی درگرفت، ولی تحول اساسی در صنعت فرش ماشینی در کشور از سال ۶۵ شروع شد که این سیر تحول موجب ایجاد بیش از ۱۶۰۰ واحد کوچک و بزرگ تولیدکننده فرش گردید که در حال حاضر مشغول رقابتند.

## روش تولید
فرش ماشینی توسط ماشین آلات مختلفی تولید می‌گردد که می‌توان به دستگاه‌های تکسیما، واندویل، شونهر، Alpha ,CRX, ASR, VTR و… اشاره کرد. جنس هر فرش نیز می‌تواند آکریلیک یا BCF و مخلوطی از این دو، یا الیاف جدید ابریشم مصنوعی (پلی استر) باشد. قابل ذکر است که فرش‌های ۱۰۰٪ آکریلیک دارای کیفیت و قیمت بالاتری هستند ولی فرش‌های ابریشم مصنوعی در حال حاضر به دلیل عدم پرزدهی و شستشوی بسیار آسان و ثبات و درخشندگی بالا در بازارهای جهانی به عنوان بهترین کفپوش مورد توجه قرار گرفته و همچنین فرش‌ها بر اساس شانه به ۳۵۰، ۴۴۰، ۵۰۰، ۷۰۰، ۱۰۰۰ و ۱۲۰۰و ۱۵۰۰ شانه تقسیم می‌شوند. تراکم فرش‌ها نیز می‌تواند براساس نوع ماشین و شانه بین ۷۰۰ تا ۴۵۰۰ باشد.
نوع جدیدی از فرش ماشینی با نام فرش ماشینی گل برجسته نیز در حال تولید است که مکانیزم تولید آن به این صورت است که یک یا دو نخ از الیاف فرش دارای این ویژگی هستند که به هنگام فرایند هیت ست شدن فرش (بخاردهی) طولشان کاهش می‌یابد و کاهش طول خواب باعث برجسته شدن ظاهر کلی فرش می شود. به این فرش ها در اصطلاح فرش هایبالک یا گل برجسته گفته می شود.

## مفهوم شانه و تراکم
هر فرش دو نوع تراکم دارد: عرضی و طولی
تراکم عرضی فرش (شانه): به تعداد ریشه (گره رنگ) در یک متر از عرض فرش می‌گویند که به نام شانه شناخته می‌شود. برای مثال: قالی ۵۰۰ شانه به این معنی است که در هر متر از عرض فرش معادل ۵۰۰ ریشه (گره رنگ) بافته شده‌است. شانه‌هایی که به‌طور معمول در بازار می‌باشند عبارتند از: ۳۲۰-۳۵۰-۳۸۰-۴۰۰-۴۴۰-۵۰۰-۷۰۰-۱۰۰۰-۱۲۰۰-۱۵۰۰ شانه
تراکم طولی فرش (تراکم): به تعداد ردیف پود موجود در یک متر از طول فرش تراکم فرش گفته می شود.
از آنجا که در دستگاه‌های جدید، به ازای هر ردیف از گره‌های فرش سه ردیف پود استفاده می‌شود، پس می‌توان گفت مقدار تراکم فرش برابر است با تعداد گره‌های موجود در یک متر از طول یک فرش ضرب در سه.
به همین دلیل فرش‌های ۷۰۰ شانه با تراکم ۲۱۰۰ و فرش‌های ۱۰۰۰ شانه با تراکم ۳۰۰۰ و فرش‌های ۱۲۰۰ شانه با تراکم ۳۶۰۰ در بازار موجود هستند.
اما در دستگاه‌های قدیمی‌تر که فرش‌هایی با تراکم ۳۵۰ و ۴۴۰ و ۵۰۰ بافته می‌شد به ازای هر گره دو ردیف پود استفاده می‌شد، پس در این فرش‌ها تراکم فرش برابر است با تعداد گره‌های موجود در یک متر از طول فرش ضرب در دو.
تعداد ریشه (گره رنگ) در یک متر مربع از فرش: تراکم عرضی ضرب در تراکم طولی را گویند. برای مثال اگر تعداد گره رنگ در عرض برابر با ۷۰۰ گره و در طول هم معادل ۹۰۰ گره رنگ باشد؛ بنابراین تعداد ریشه (گره رنگ) در یک متر مربع ۶۳۰/۰۰۰=۹۰۰x۷۰۰
همیشه مقدار تراکم از شانه بیشتر است و حاصل ضرب شانه و تراکم تعداد سر نخ در متر مربع و حاصل ضرب شانه و تراکم تقسیم بر ۲ یا ۳ (بسته به نوع دستگاه فرش بافی) تعداد گره در متر مربع می‌شود.
یکی از نکات مهم در فرشهای ماشینی ارتباط معکوس تراکم فرش و ضخامت فرش است. به عبارتی در فرش های با تراکم بالا به علت روی هم آمدن خاب های فرش، برای مشخص شدن طرح فرش بایستی از خاب کوتاه تری استفاده شود. به همین دلیل فرش ماشینی ۱۵۰۰ شانه از کمترین ضخامت نسبت به سایر فرشها برخوردار است.

## شهرهای تولیدکننده فرش ماشینی
کارخانجات فرش ماشینی در اکثر شهرهای کشور وجود دارد ولی بسته به امکانات در برخی شهرهای کشور از کثرت بیشتری برخوردار است که می‌توان آران و بیدگل را به عنوان پایتخت فرش ماشینی ایران نامید چرا که در این شهر بیش از ۷۰۰ واحد فعال در امر تولید فرش ماشینی فعال است؛ و همچنین این شهر نخستین تولیدکننده بزرگ فرش ماشینی در ایران می باشد    علاوه بر آران و بیدگل، تولید فرش ماشینی در شهرستان های کاشان ، مشهد، دلیجان، یزد، اصفهان و تهران، ماکو نیز چشمگیر است.

## ده نکته برای نگه‌داری فرش
فرش یکی از وسائل با اهمیت و گران‌قیمت منزل است؛ لذا باید در نگه‌داری آن دقت نمود:
1. فرش را در محیط‌های مرطوب قرار ندهید. رطوبت دشمن فرش است. در تار و پود فرش معمولاً پنبه یا جوت به‌کار می‌رود که در محیط مرطوب دچار پوسیدگی می‌شوند.
2. در صورت ریختن هر مایعی بر روی فرش سریعاً نسبت به تمیز نمودن فرش و رفع لکه اقدام نمایید.
3. فرش را در نزدیکی بخاری و منابع حرارتی قرار ندهید. فرش ماشینی سلطان آبی
4. اگر فرش شما روی سرامیک حرکت می‌کند، از ترمز فرش کمک بگیرید.
5. رول نمودن فرش، هنگام جابجایی و نگهداری بهتر از تا نمودن فرش می‌باشد.
6. اشیاء سنگین مانند مبل، کمد و میز ناهارخوری را حتی الامکان روی فرش قرار ندهید. اگر مجبور به این کار هستید اولاً از در زیر پایه‌ها از یک قطعه طلق، فوم فشرده یا موکت چند لا استفاده نمایید. ثانیاً هر چند وقت یک‌بار این وسایل را جابجا نمایید.
7. به صورت هفتگی فرش را جارو نمایید.
8. فرش را هر شش‌ماه یک‌بار سر و ته نمایید. این کار سایش فرش را به تعویق می‌اندازد.
9. فرش ماشینی را در معرض تابش نور خورشید قرار ندهید.
10. برای شستشوی فرش از قالیشویی های معتبر کمک بگیرید. بهترین وقت برای شستشو اواخر بهار و تابستان است.

## اصطلاح لچک ترنج و حاشیه
فرش‌های سنتی ایران عموماً دارای گلی در وسط به نام ترنج هستند که یادآور حوض‌های خانه‌های قدیمی می‌باشند. چهار مثلث در چهار گوشهٔ فرش لچک‌ها را تشکیل می‌دهند. قاب دور فرش به نام حاشیه خوانده می‌شود.
ترنج به شکل دایره (مانند تصویر روبرو) یا بیضی و برخی اوقات دوکی شکل می‌باشد. طرح لچک‌ها معمولاً برگرفته از ترنج همراه با اضافاتی است.

## فرش ماشینی تمام ابریشم
این مدل فرش به دلیل شباهت زیاد با فرش‌های ابریشم تبریز و قم نامگذاری شده‌است. در بافت این مدل فرش‌ها از نخ پلی استر برای شفافیت فرش استفاده می‌شود. بیشتر طرح‌ها و نقشه‌ای فرش تمام ابریشم ماشینی از طرح‌های فرش‌های ابریشم تبریز اقتباس شده‌است.